# Nature Photonics
Nature Photonics — це рецензований науковий журнал, присвячений фотоніці, який видає Nature Portfolio (Springer Nature) з 2007 року.
Журнал охоплює дослідження, пов'язані з оптоелектронікою, лазерною наукою, зображеннями, комунікаціями та іншими аспектами фотоніки.
Nature Photonics публікує оглядові статті, дослідницькі роботи, статті з новин і переглядів, а також висвітлює дослідження, які узагальнюють останні наукові відкриття в оптоелектроніці. Це доповнюється поєднанням статей, присвячених діловому аспекту галузі, які охоплюють такі сфери, як комерціалізація технологій та аналіз ринку. Статті, опубліковані в Nature Photonics, отримали міжнародне визнання за підтримку високих стандартів дослідження. Журнал вважається провідним у галузі фотоніки.
Nature Photonics індексується в системі астрофізичних даних NASA та в індексі наукового цитування.
Головний редактор Олівер Грейдон.

## Цілі та сфера застосування
Фотоніка — наукове дослідження та застосування світла — перетворилася на ключову технологію, що лежить в основі багатьох пристроїв, які можна знайти в сучасному домі, на виробництві та в дослідницькій лабораторії. Сьогодні ця галузь є як наукою, яка отримала Нобелівську премію, так і індустрією з мільярдами доларів, що лежить в основі таких застосувань, як оптоволоконний зв'язок, зберігання даних, плоскі дисплеї та обробка матеріалів.
Nature Photonics — це щомісячний журнал, присвячений цій захоплюючій галузі та публікує високоякісні рецензовані дослідження в усіх сферах генерації світла, маніпуляції та виявлення.
Охоплення поширюється від дослідження фундаментальних властивостей світла та того, як воно взаємодіє з матерією, до найновіших розробок оптоелектронних пристроїв і нових програм, які використовують фотони.
Журнал охоплює такі теми:
- Лазери, світлодіоди та інші джерела світла
- Зображення, детектори та датчики
- Оптоелектронні пристрої та компоненти
- Нові матеріали та інженерні конструкції
- Фізика поширення світла, взаємодії та поведінки
- Квантова оптика і криптографія
- Надшвидка фотоніка
- Біофотоніка[en]
- Оптичне зберігання даних
- Спектроскопія
- Волоконна оптика та оптичний зв'язок
- Сонячна енергія та фотовольтаїка
- Дисплеї
- Терагерцова технологія
- Нелінійна оптика
- Плазмоніка
- Нанофотоніка
- Рентгенівські промені

Подібно до інших журналів Nature Portfolio у галузі фізичних наук, Nature Photonics публікує оглядові статті, дослідницькі роботи, статті News and Views та основні моменти досліджень, які узагальнюють останні наукові відкриття в оптоелектроніці. Це доповнюється унікальним поєднанням статей, присвячених діловому аспекту галузі, які охоплюють такі сфери, як комерціалізація технологій та аналіз ринку.